# Nicole Vaidišová
Nicole Vaidišová, född 23 april 1989 i Nürnberg, är en tjeckisk högerhänt professionell tennisspelare. 

## Tenniskarriären
Nicole Vaidišová blev professionell spelare 2003 och har till oktober 2007 vunnit 6 singeltitlar och en dubbeltitel på WTA-touren. Hon har dessutom vunnit 2 singeltitlar i ITF-arrangerade turneringar. Som bäst rankades hon på 7:e plats i singel (maj 2007). Hon har i prispengar spelat in 2,015,228 US dollar.  
Sin första singeltitel på WTA-touren vann Vaidišová i augusti 2004 i Vancouver genom finalseger över amerikanskan Laura Granville (2-6 6-4 6-2). I oktober samma år vann hon titeln i Tasjkent (finalbesegrade fransyskan Virginie Razzano 5-7 6-3 6-2). I oktober 2005 vann hon tre tour-titlar och finalbesegrade serbiskan Jelena Janković (Seoul,  7-5 6-3), fransyskan Tatiana Golovin (Tokyo, 7-6 3-2 uppgivet) och ryskan Nadia Petrova (Bangkok, 6-1 6-7 7-5). Sin sista titel vann hon i maj 2006 i Strasbourg på grusbana genom finalseger över kinesiskan Peng Shuai med 7-6 6-3. 
Vaidišová har också haft framgångar i Grand Slam-turneringar. Hon var i semifinal i Franska öppna 2006, som hon förlorade mot Svetlana Kuznetsova. På vägen till semifinalen hade hon besegrat spelare som Amelie Mauresmo och Venus Williams. I januari 2007 nådde hon semifinalen i Australiska öppna som hon förlorade mot slutsegraren Serena Williams. På väg till semifinalen besegrade hon bland andra Jelena Dementieva. Hon nådde på sommaren också kvartsfinalen i Wimbledonmästerskapen. Under 2007 har hon ändå inte lyckats lika bra som under de föregående två säsongerna, och har bland annat besvärats av en vristskada och en virusinfektion som tvingat henne att avstå från flera turneringar.     
Nicole Vaidišová deltog i det tjeckiska Fed Cup-laget 2004-07. Hon har spelat 11 matcher och vunnit 9 av dessa till oktober 2007. Hon deltog också i olympiska sommarspelen 2008.

## Spelaren och personen
Vaidišová tränas av sin styvpappa Alex Kodat. Hon började spela tennis vid 6 års ålder, uppmuntrad av sin mor. Familjen bodde då i Tyskland, men är sedan 1995 bosatt i Prag. 
Hon har en mycket kraftfull och effektiv serve och förmår spela över hela banan, såväl från baslinjen som framme vid nät. 
Förutom tennis tycker hon bland mycket annat om att se på ishockey, att läsa och att se på film.

## WTA-titlar
- Singel
  - 2006 - Strasbourg
  - 2005 - Seoul, Tokyo, Bangkok
  - 2004 - Vancouver, Tasjkent
- Dubbel
  - 2005 - Philadelphia (med Maureen Drake).